# Abdulla Koni
Abdulla Koni (en árabe: عبد الله كوني‎; Dakar, Senegal; 19 de julio de 1979) es un exfutbolista de Catar nacido en Senegal que jugaba en la posición de defensa.

## Carrera

### Club
Jugó toda su carrera con el Al Sadd SC de 1996 a 2014, anotó 15 goles en 222 partidos, ganó cinco títulos de liga, 15 copas nacionales, dos títulos internacionales y participó en la Copa Mundial de Clubes de la FIFA 2011.

### Selección nacional
Jugó para Catar en 47 ocasiones de 1997 a 2012 y anotó cuatro goles; ganó la medalla de oro en los Juegos Asiáticos de 2006 y participó en la Copa Asiática 2007.

## Logros

### Club
- AFC Champions League: 2011
- Liga de Campeones Árabe: 2001
- Liga de fútbol de Catar: 1999-2000, 2003-04, 2005-06, 2006-07, 2012-13
- Copa del Emir de Catar: 2000, 2001, 2003, 2005, 2007
- Copa de Catar: 1998, 2003, 2006, 2007, 2008
- Copa del Jeque Jassem: 1998, 2000, 2002, 2007
- Copa de las Estrellas de Catar: 2010-11

### Selección nacional
- Juegos Asiáticos (1): 2006

## Estadísticas

### Goles con selección nacional
| N.º | Fecha      | Sede                                             | Rival    | Marcador | Resultado | Torneo                                   |
| --- | ---------- | ------------------------------------------------ | -------- | -------- | --------- | ---------------------------------------- |
| 1   | 29-11-2003 | Jalan Besar Stadium, Singapur                    | Singapur | 1–0      | 2–0       | Clasificación para la Copa Asiática 2004 |
| 2   | 8-1-2004   | Al-Sadaqua Walsalam Stadium, Kuwait City, Kuwait | Kuwait   | 1–1      | 2–1       | Copa de Naciones del Golfo de 2003       |
| 3   | 1-12-2004  | Beirut, Líbano                                   | Líbano   | 4–0      | 4–1       | Amistoso                                 |
| 4   | 16-11-2007 | Thani bin Jassim Stadium, Al Rayyan, Catar       | Georgia  | 1–1      | 1–2       | Amistoso                                 |